# Saleh Al-Sharabaty
Saleh Salah Al-Sharabaty (arabisch صالح صلاح الشرباتي; * 12. September 1998 in Amman) ist ein jordanischer Taekwondoin. Er startet in der Gewichtsklasse bis 80 Kilogramm.

## Erfolge
Saleh Al-Sharabaty sicherte sich bei den Asienspielen 2018 in Jakarta die Bronzemedaille. Zuvor hatte er bereits bei den Asienmeisterschaften 2016 in Manila den dritten Platz belegt, während er 2018 in Ho-Chi-Minh-Stadt Zweiter wurde. 2021 wurde er schließlich in Beirut erstmals Asienmeister.
Im selben Jahr gewann Al-Sharabaty das asiatische Qualifikationsturnier für die ebenfalls 2021 stattfindenden Olympischen Spiele 2020 in Tokio. Bei den Spielen selbst erreichte er in seiner Konkurrenz nach drei Siegen das Finale, in dem er auf den Russen Maxim Chramzow traf. Er unterlag Chramzow mit 9:20 und gewann somit die Silbermedaille. Bei den 2023 ausgetragenen Asienspielen 2022 in Hangzhou sicherte er sich in seiner Gewichtsklasse die Silbermedaille. In Paris schied er 2024 bei den Olympischen Spielen bereits nach dem ersten Kampf aus.